# فرانچسکو کاماردا
فرانچسکو کاماردا (انگلیسی: Francesco Camarda؛ زادهٔ ۱۰ مارس ۲۰۰۸) بازیکن فوتبال اهل ایتالیا است.
او در ۲۵ نوامبر ۲۰۲۳ با بازی در مقابل باشگاه فوتبال فیورنتینا با ۱۵ سال و ۲۶۰ روز سن، به جوان‌ترین بازیکن تاریخ سری آ تبدیل شد.

## دوران ملی
وی همچنین در تیم‌های ملی فوتبال زیر ۱۵، زیر ۱۶ و زیر ۱۷ سال ایتالیا بازی کرده‌است.

## دوران باشگاهی

### میلان
وی در آکادمی آ.ث.میلان فوتبال خود را آغاز نمود. کاماردا در در طی ۸۹ بازی برای تیم آکادمی آ.ث میلان  موفق۸ گل به ثمر برساند. 
در نوامبر ۲۰۲۳، به دلیل بحران مصدومیت، استفانو پیولی، سرمربی آث میلان، کاماردا را به عنوان بخشی از تیم اول برای بازی در سری آ مقابل باشگاه فوتبال فیورنتینا در ۲۵ نوامبر ۲۰۲۳ فراخواند. برای انجام این کار، باشگاه باید به‌طور خاص از فدراسیون فوتبال ایتالیا مجوز درخواست می‌کرد، زیرا بازیکنان زیر ۱۶ سال معمولاً مجاز به حضور در تیم اصلی ایتالیا نیستند. او در نهایت در دقیقه ۸۳ به عنوان جوانترین بازیکن تاریخ سری آ با ۱۵ سال و ۸ ماه و ۱۵ روز به میدان رفت.

## زندگی شخصی
کاماردا در میلان ایتالیا به دنیا آمد. از کودکی به کیک بوکسینگ نیز علاقه داشت.